# San Juan Guelavía
San Juan Guelavía es una localidad del estado mexicano de Oaxaca. Es cabecera del municipio de San Juan Guelavía.

## Etimología
La descripción del nombre  de San Juan Guelavía proviene del idioma zapoteco y se describe como sigue: Guelaá,” a media noche”;viaá”se fueron”. Existe una descripción más de M. Martínez Gracida en la cual significa fabricando de noche, haciendo referencia a que los primeros pobladores llegaron al lugar al ponerse el sol y fabricaron sus jacales y Barrancas de noche. Por último, la descripción de los cuestionarios parroquiales; Lic. Juan José Echarri, en la que “gueia” significa milpa y “ví” aire: Guelavía, significa “milpa de aire”.
Se tiene conocimiento de su fundación en el año de 1560, aunque sus títulos fueron expedidos en 1723. La iglesia se encuentra en el centro de la localidad y el inicio de su construcción data del siglo XVIII.

## Demografía
En el censo de 2020 la localidad de San Juan Guelavía contaba con 3175 habitantes, equivalentes al 96.5% de la población del municipio de San Juan Guelavía.
| Censo | Población |
| ----- | --------- |
| 1900  | 1 505     |
| 1910  | 1 675     |
| 1921  | 1 770     |
| 1930  | 1 376     |
| 1940  | 1 789     |
| 1950  | 1 790     |
| 1960  | 2 310     |
| 1970  | 2 510     |
| 1980  | 3 645     |
| 1990  | 2 992     |
| 1995  | 2 811     |
| 2000  | 2 859     |
| 2005  | 2 867     |
| 2010  | 3 002     |
| 2020  | 3 175     |